# Mikrokosmos – Das Volk der Gräser
Mikrokosmos – Das Volk der Gräser ist ein französischer Dokumentarfilm aus dem Jahr 1996, der von Claude Nuridsany und Marie Pérennou gedreht wurde. Er zeigt die natürlichen Abläufe im Leben von Insekten auf einer Wiese in Frankreich. 

## Inhalt
Der Film beobachtet aus nächster Nähe das Treiben von Bienen, Marienkäfern, Schnecken, Spinnen, Ameisen, Mücken bei der Nahrungsaufnahme, bei der Paarung, der Jagd, dem Gejagtwerden, dem Kampf oder dem Ausschlüpfen.
Dadurch, dass der Zuschauer den Protagonisten auf Augenhöhe begegnet, was mit Hilfe von extremen Makroaufnahmen, Zeitlupe und Hochgeschwindigkeitskameras geschieht, betritt er eine ihm vertraute Welt auf völlig neue Weise.

## Drehorte
- Monts et Lacs du Lévézou, Département Aveyron, Frankreich
- Salles-la-Source, Département Aveyron, Frankreich

## Kritiken
„Kein Naturfilm im herkömmlichen Sinn, sondern ein Kommentar zu einer ungeahnten Parallelwelt, der zwar manchmal Vorurteilen Vorschub leistet, durch seinen ungewohnten Blickwinkel jedoch Beachtung verdient“, befand der Filmdienst.

## Auszeichnungen
Der Film gewann vier Césars. Für die beste Kamera wurden Thierry Machado, Hugues Ryffel, Claude Nuridsany und Marie Pérennou ausgezeichnet, den Preis für den besten Schnitt bekamen Florence Ricard und Marie-Josèphe Yoyotte, Bruno Coulais gewann den César für die beste Filmmusik und den Preis für den besten Ton konnten Philippe Barbeau, Bernard Leroux und Laurent Quaglio entgegennehmen. Des Weiteren war Mikrokosmos – Das Volk der Gräser als bester Film (Claude Nuridsany, Marie Pérennou) und bestes Erstlingswerk nominiert. Jacques Perrin, der Erzähler und einer der Produzenten des Films, wurde abseits der einzelnen Filmkategorien als bester Produzent ausgezeichnet.
In Cannes gewannen Claude Nuridsany und Marie Pérennou den Großen Technikpreis („außer Konkurrenz“). Komponist Bruno Coulais gewann zudem den George Delerue-Preis beim Film Fest Gent.